# ZERO POINT〜池田政典 BEST SELECTION〜
『ZERO POINT〜池田政典 BEST SELECTION〜』（ゼロ・ポイント　いけだまさのり・ベスト・セレクション）は、1989年7月5日に東芝EMIから発売された池田政典1枚目のベスト・アルバム。

## 解説
1986年8月25日に、「ハートブレイカーは踊れない」でデビューした池田政典の初のベスト・アルバム。
1986年から1988年に発売された5枚のシングルと2枚のオリジナル・アルバムから選曲されている。

## 収録曲
編曲：船山基紀（特記以外）
1. SHADOW DANCER
  - 作詞：売野雅勇　作曲：林哲司　　04:26
  - 1987年3月18日発売、2枚目のシングル
2. NIGHT OF SUMMER SIDE
  - 作詞：売野雅勇　作曲：NOBODY　編曲：新川博　04:08
  - 1987年5月1日発売、3枚目のシングル
3. All or Nothing
  - 作詞：青木久美子　作曲：杉山清貴　04:32
  - 1987年10月21日発売、1stアルバム『quarterback』収録曲
4. 危険なトライアングル
  - 作詞：売野雅勇　作曲：和泉常寛　編曲：新川博　04:18
  - 「NIGHT OF SUMMER SIDE」B面曲
5. FREE TRAFFIC
  - 作詞：藤田浩一　作曲：林哲司　03:41
  - 「SHADOW DANCER」B面曲
6. 君だけ夏タイム
  - 作詞：売野雅勇　作曲：船山基紀　04:35
  - 1988年6月22日発売、5枚目のシングル
7. FORMULA WIND
  - 作詞：田口俊　作曲：林哲司　編曲：新川博　04:39
  - 1988年2月3日発売、4枚目のシングル
8. Never
  - 作詞：澤地隆　作曲：船山基紀 03:42
  - 1988年9月7日発売、2ndアルバム『NATURAL 22』収録曲
9. MIDNIGHT ANGEL
  - 作詞：澤地隆　作曲：船山基紀　 05:02
  - 1988年9月7日発売、2ndアルバム『NATURAL 22』収録曲
10. ハートブレイカーは踊れない
  - 作詞：有川正沙子　作曲：林哲司　4:01
  - 1986年8月25日発売、1枚目のシングル
11. Evening Blue
  - 作詞：澤地隆　作曲：高橋昌弘　4:43
  - 1988年9月7日発売、2ndアルバム『NATURAL 22』収録曲
12. 明日へのセンタリング
  - 作詞：田口俊　作曲：杉山清貴　4:43
  - 1988年9月7日発売、2ndアルバム『NATURAL 22』収録曲